# Сиростан (селище)
Сиростан (рос. Сыростан) — селище залізничної станції, підпорядковане місту Міас Челябінської області Російської Федерації.
Населення становить 202 особи (2010).

## Історія
Згідно із законом від 26 серпня 2004 року органом місцевого самоврядування є Міаський міський округ.

## Населення
| 2002 | 2010 |
| ---- | ---- |
| 217  | ↘202 |